# Pic Saint Saud
El Pic Saint Saud és una muntanya de 3.003 m d'altitud, amb una prominència de 15 m, que es troba al massís de Perdiguero, al departament dels Alts Pirineus (França).